# Wacholderheide Bollenberg
Wacholderheide Bollenberg este o arie protejată (arie specială de conservare — SAC, sit de importanță comunitară — SCI) din Germania întinsă pe o suprafață de 3,5 ha, integral pe uscat.

## Localizare
Centrul sitului Wacholderheide Bollenberg este situat la coordonatele 51°18′55″N 7°54′27″E / 51.3153°N 7.9075°E.

## Înființare
Situl Wacholderheide Bollenberg a fost declarat sit de importanță comunitară în martie 2001 pentru a proteja un număr necunoscut de specii din flora spontană și fauna sălbatică aflate în arealul zonei. Situl a fost protejat și ca arie specială de conservare în august 2015.

## Biodiversitate
Situată în ecoregiunea continentală, aria protejată conține 2 habitate naturale: Formațiuni de Juniperus communis pe lande sau pajiști calcaroase, Păduri de fag Luzulo-Fagetum.
La baza desemnării sitului se află un număr nedeclarat de specii protejate.